# 마쓰부시정
마쓰부시정(일본어: 松伏町 마쓰부시마치[*])은 일본 사이타마현 남동부에 있는 기타카쓰시카군의 정이다.

## 지리
세로로 길다. 북동부는 에도강에 의해서 분단된 시모사 대지의 일부인 가나스기 대지이지만 그 이외에는 거의 평탄한 지형이다.

## 역사
에도 시대에는 시모사국 가쓰시카군이었다.
- 1955년 4월 20일 - 마쓰부시료촌과 가나스기촌이 합병해 마쓰부시료촌(松伏領村)이 신설되었다.
- 1956년 4월 1일 - 마쓰부시촌(松伏村)으로 개칭하였다.
- 1969년 4월 1일 - 정으로 승격해 마쓰부시정(松伏町)이 되었다.

## 인구
| 연도 | 인구   | ±%     |
| ---- | ------ | ------ |
| 1920 | 6,741  | —      |
| 1930 | 6,911  | +2.5%  |
| 1940 | 7,362  | +6.5%  |
| 1950 | 8,880  | +20.6% |
| 1960 | 8,844  | −0.4%  |
| 1970 | 12,207 | +38.0% |
| 1980 | 18,462 | +51.2% |
| 1990 | 24,194 | +31.0% |
| 2000 | 29,021 | +20.0% |
| 2010 | 31,160 | +7.4%  |

## 교통

### 도로
- 국도 4호선